# Euphyllia fimbriata
Euphyllia fimbriata is een rifkoralensoort uit de familie van de Euphylliidae. De wetenschappelijke naam van de soort is voor het eerst geldig gepubliceerd in 1799 door Spengler.